# Little Norway, Kalifornien
Little Norway är en småort i El Dorado County i Kalifornien i USA. Postnumret är 95721 och riktnumret är 530.